# اچ‌ام‌اس کینروس
اچ‌ام‌اس کینروس (به انگلیسی: HMS Kinross) یک کشتی بود که طول آن ۲۳۱ فوت (۷۰ متر) بود. این کشتی در سال ۱۹۱۸ ساخته شد.